# David Taylor (Politiker, 1969)

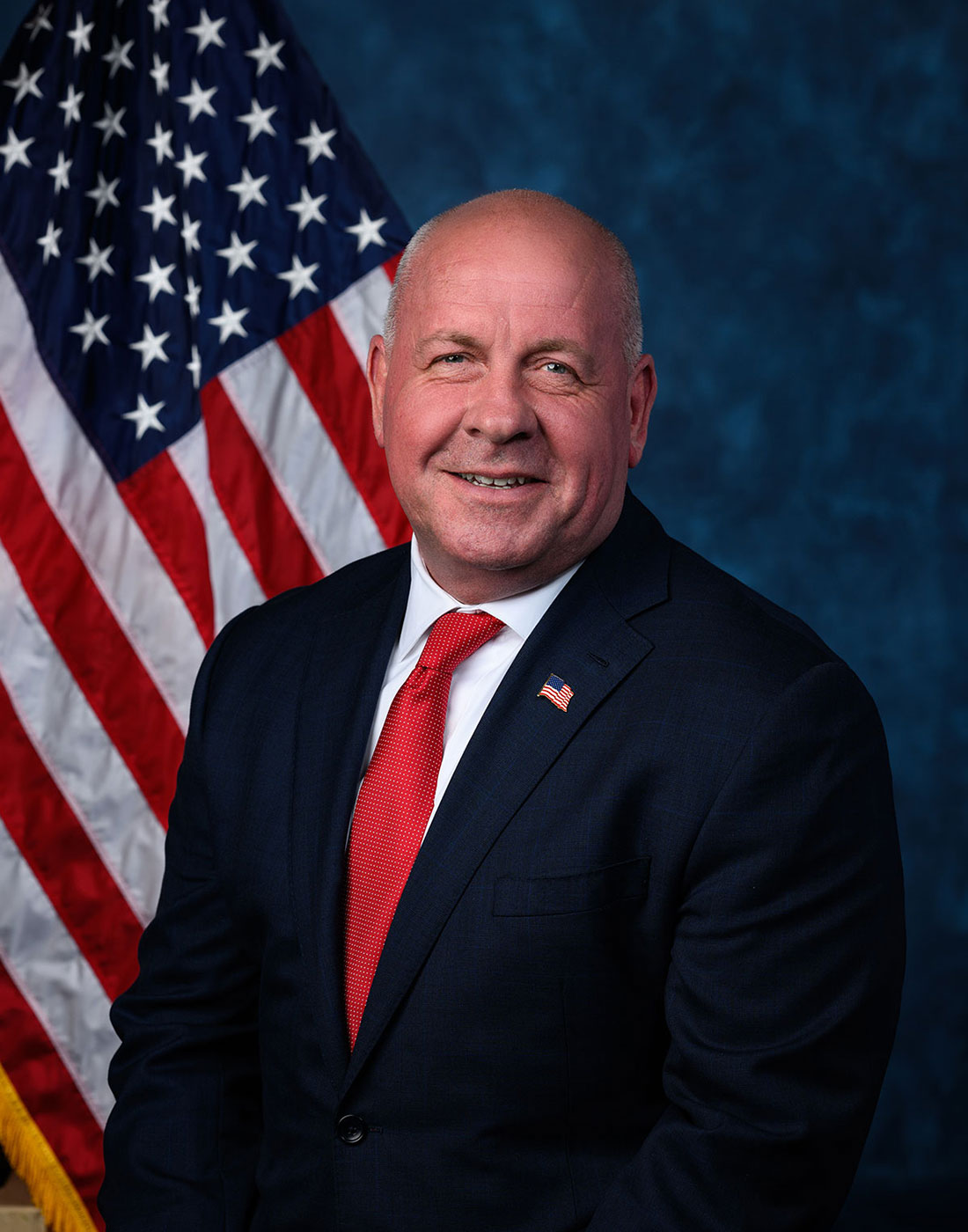
David Taylor (2025)

David James Taylor (* 16. November 1969 in Ohio) ist ein US-amerikanischer Politiker der Republikanischen Partei. Seit Januar 2025 vertritt er den 2. Kongresswahlbezirk von Ohio im Repräsentantenhaus der Vereinigten Staaten.

## Leben
David Taylors Großvater war aus West Virginia nach Ohio eingewandert. Er studierte zunächst an der Miami University in Oxford (Ohio). Es folgte ein Studium der Rechtswissenschaften an der University of Dayton.
Nachdem er 1996 sein Jurastudium beendet hatte, war er zunächst bis 1999 Staatsanwalt im Clermont County und dann erneut von 2021 bis 2025.
Taylor betreibt das auf Steinmetz- und Betonarbeiten spezialisierte Familienunternehmen Sardinia Ready Mix Inc.

## Politik
Nachdem Brad Wenstrup angekündigt hatte, bei der Wahl zum Repräsentantenhaus 2024 nicht erneut anzutreten, kandidierten David Taylor und zehn weitere Republikaner in dem 2. Kongresswahlbezirk. Der Wahlkreis umfasst die Countys Clermont, Clinton, Pike, Adams, Brown, Highland, Ross, Scioto, Pickaway, Hocking, Vinton, Jackson, Lawrence, Gallia, Meigs und Teile des Fayette County. Der 2. Kongresswahlbezirk galt als republikanisch, da hier der republikanische Präsidentschaftskandidat Donald Trump 2020 mit einem 26,7-Prozent-Vorsprung gewonnen hatte. In der republikanischen Vorwahl erhielt Taylor 25,4 % und konnte diese damit für sich entscheiden. In der Hauptwahl traf Taylor auf die Demokratin Samantha Meadows, die bereits 2022 erfolglos in den Wahlkreis kandidiert hatte. Er gewann die Wahl im November gegen Meadows mit 73,6 %. Am 3. Januar 2025 legte er seinen Amtseid als Abgeordneter im Repräsentantenhaus des 119. Kongress ab. Seine aktuelle Legislaturperiode im 119. Kongress dauert bis zum Januar 2027.

### Positionen
Dave Taylor sah die Sicherung der Grenze zwischen Mexiko und den Vereinigten Staaten als Priorität an. Über diese Grenze würden die Drogen in das Land kommen und sein Wahlbezirk sei besonders von der Opioid-Krise betroffen. Es kämen aber auch Einwanderer von dort, Sachen wie in Springfield oder Aurora geschähen auch in seinem Wahlbezirk.
Er sieht die Appalachen, zu denen sein Wahlbezirk liegt, als stark vernachlässigtes Gebiet. Taylor wollte den Breitband-Internetzugang in seinem Wahlkreis daher fördern. Ohne dies könne man keine Unternehmen anlocken.
Bezüglich der Schwangerschaftsabbruchfrage unterstütze er Lebensschutz, ein bundesweites Verbot sollte aber Ausnahmen zulassen.